# Referendum in Ägypten 1956
Das Referendum in Ägypten 1956 fand am 23. Juni 1956 statt. Abgestimmt wurde über die Wahl Gamal Abdel Nassers zum Präsidenten und eine neue ägyptische Verfassung. Beides wurde angenommen, 99,9 % stimmten für Nasser und 99,8 %  für die neue Verfassung.

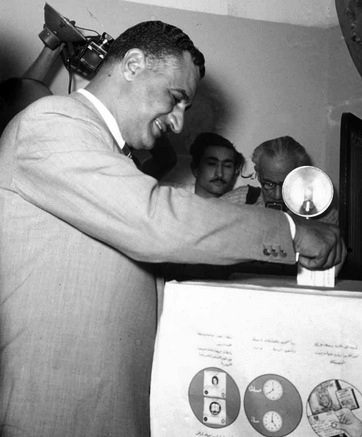
Präsident Nasser gibt seine Stimme ab

## Ergebnisse

### Präsidentschaft Nassers
| Option                 | Stimmen   | Anteil  |
| ---------------------- | --------- | ------- |
| Für                    | 5.499.555 | 99,9 %  |
| Gegen                  | 5.267     | 0,1 %   |
| Ungültige/Leere zettel | 3.492     | -       |
| Gesamt                 | 5.508.314 | 100,0 % |

### Neue Verfassung
| Option                  | Stimmen   | Anteil  |
| ----------------------- | --------- | ------- |
| Für                     | 5.488.225 | 99,8 %  |
| Gegen                   | 10.016    | 0,2 %   |
| Ungültige/Leere Stimmen | 10.043    | -       |
| Gesamt                  | 5.508.314 | 100,0 % |